# ساموئل برولین
ساموئل برولین (انگلیسی: Samuel Brolin؛ زادهٔ ۲۹ سپتامبر ۲۰۰۰) بازیکن فوتبال اهل سوئد است.
وی همچنین در تیم‌های ملی فوتبال جوانان و زیر ۲۱ سال سوئد بازی کرده‌است.